# Calum Chambers
Calum Chambers (sinh ngày 20 tháng 1 năm 1995) là một cầu thủ bóng đá người Anh chơi vị trí trung vệ hoặc hậu vệ phải cho câu lạc bộ Aston Villa tại giải Bóng đá Ngoại hạng Anh.
Ban đầu là một thành viên của hệ thống học viện Southampton, Chambers được đôn lên đội một vào đầu mùa giải 2012–13. Sau hai mùa giải chơi cho The Saints, anh chuyển sang Arsenal. Sau khi dành 7 mùa giải chơi cho Arsenal, tháng 1 năm 2022 anh chuyển đến chơi cho câu lạc bộ Aston Villa.

## Sự nghiệp

### Southampton
Chambers gia nhập lò đào tạo của Southampton khi mới 7 tuổi. Vào đầu mùa giải 2012–13, Chambers là một trong bốn cầu thủ trẻ được đôn lên đội một. Chambers có trận ra mắt chính thức cho Southampton vào ngày 28 tháng 8 năm 2012 trong chiến thắng 4–1 trước Stevenage tại vòng 2 cúp Liên đoàn Anh, anh vào sân thay cho Dean Hammond ở phút thứ 84 và kiến tạo cho Ben Reeves ghi bàn thắng cuối cùng của trận đấu.
Ngày 31 tháng 7 năm 2013, Chambers ký hợp đồng mới có thời hạn 4 năm với Southampton.
Anh lần đầu tiên chơi tại Ngoại hạng Anh vào ngày 17 tháng 8 năm 2013, khi đá hậu vệ phải ở trận mở màn mùa giải 2013–14 trong chiến thắng 1–0 trước West Bromwich Albion. Anh ra sân tổng cộng 25 trận cho Southampton trên mọi đấu trường, trong đó có 22 trận tại Ngoại hạng Anh, trước khi ra đi vào kỳ chuyển nhượng hè năm 2014.

#### Arsenal
Vào ngày 28 tháng 7 năm 2014 Chambers kí một hợp đồng dài hạn với Arsenal với mức phí không tiết lộ, có thể tăng thêm 16 triệu bảng dựa vào phong độ của anh trong màu áo Arsenal.
Chambers có trận ra mắt cho Arsenal vào ngày 2 tháng 8 năm 2014 ở vị trí trung vệ trong chiến thắng 5-1 trước câu lạc bộ Benfica ở Emirates Cup. Ngày 10 tháng 8, anh có trận đấu đầu tiên ra sân và thi đấu trọn vẹn 90 phút cho Arsenal tại FA Community Shield 2014 đối đầu nhà đương kim vô địch Premier League, câu lạc bộ Manchester City trên sân vận động Wembley. sau trận đấu đó thì BBC đã viết về màn trình diễn của anh ấy trước các nhà vô địch Premier League rằng "màn trình diễn trưởng thành của anh ấy đã thách thức những năm tháng tuổi trẻ của anh ấy". Vào ngày 16 tháng 8, Chambers chơi trận đầu tiên tại Premier League cho Arsenal trong chiến thắng 2-1 trước Crystal Palace. Anh ấy đã chơi trận đấu đầu tiên ở châu Âu trong sự nghiệp của mình ba ngày sau đó, trận hòa không bàn thắng trong trận lượt đi vòng play-off Champions League của Arsenal với Beşiktaş.
Sau một khởi đầu mạnh mẽ cho mùa giải, Chambers đã được đề cử cho giải thưởng Cậu bé vàng 2014, cùng với các đồng đội quốc tế Raheem Sterling, Luke Shaw và John Stones. Anh ấy đã ghi bàn thắng đầu tiên trong sự nghiệp của mình và đóng góp thêm một pha kiến tạo vào ngày 1 tháng 11 khi Arsenal đánh bại Burnley 3–0 trong chiến thắng trên sân nhà tại Premier League. Anh ấy bị đuổi khỏi sân lần đầu tiên trong sự nghiệp vào ngày 6 tháng 12, khi Arsenal thua 3–2 trước Stoke City. Sự xuất hiện của Chambers trong nửa sau của mùa giải bị hạn chế bởi sự xuất hiện của Héctor Bellerín ở vị trí hậu vệ phải. Anh ấy không có mặt trong đội hình ngày thi đấu của Arsenal khi họ giành chiến thắng trong trận Chung kết FA Cup 2015 với tỷ số 4–0 trước Aston Villa tại Sân vận động Wembley vào ngày 30 tháng 5. Chambers bắt đầu Premier League 2016–17 trong đội hình xuất phát cho Arsenal và ghi bàn trong trận thua 3-4 trước Liverpool trong trận đấu đầu tiên của mùa giải.